# Supercopa de los Países Bajos 2009
La Supercopa de los Países Bajos 2009 (Johan Cruijff Schaal 2009 en neerlandés) fue la 20.ª edición de la Supercopa de los Países Bajos. El partido se jugó el 25 de julio de 2009 en el Amsterdam Arena entre el AZ Alkmaar, campeón de la Eredivisie 2008-09 y el Heerenveen, campeón de la KNVB Beker 2008-09. AZ Alkmaar ganó por 5-1 en el Amsterdam Arena frente a 25.000 espectadores.
| AZ Alkmaar |  | Bandera de los Países Bajos |  | Campeón de la Eredivisie 2008-09               |
| Heerenveen |  | Bandera de los Países Bajos |  | Campeón de la Copa de los Países Bajos 2008-09 |

## Partido
| 25 de julio de 2009, 18:00 | Heerenveen      | 1:5 (0:3) | AZ Alkmaar                                                | Amsterdam Arena, Ámsterdam                                |                                                           |
|                            | Papadopulos 60' | Reporte   | 15' Holman · 25' El Hamdaoui · 28' Martens · 67' 87' Lens | Asistencia: 25.000 espectadores Árbitro(s): Björn Kuipers | Asistencia: 25.000 espectadores Árbitro(s): Björn Kuipers |

|                               |
| Campeón AZ Alkmaar 1.º título |